# Black Sea (film)
Black Sea è un film del 2014 diretto da Kevin Macdonald.

## Trama
Robinson, con un divorzio alle spalle e un figlio con cui non ha alcun rapporto, viene licenziato dal suo incarico di capitano di sommergibili per il recupero di relitti. Preso dalla disperazione, decide allora di mettersi nelle mani di un miliardario che gli offre di recuperare un immenso carico d'oro contenuto all'interno di un sommergibile tedesco che giace sul fondale del Mar Nero dalla seconda guerra mondiale.
A bordo di un sottomarino di fortuna e a capo di un equipaggio poco addestrato, formato per metà da inglesi e per metà da russi, il capitano parte per un'avventura che si rivelerà ancora più pericolosa del previsto. Nell'immergersi nel profondo del mare, i membri dell'equipaggio si spoglieranno della propria umanità dando vita ad una massacrante lotta per la sopravvivenza.

## Produzione
Il 14 febbraio 2012 il regista inglese Kevin Macdonald inizia a lavorare alla sceneggiatura con Dennis Kelly sul suo nuovo progetto cinematografico del Mar Nero.
Il 25 aprile 2013 Jude Law è stato scelto come protagonista del film. Scoot McNairy è unito al cast il 17 giugno 2013 nel ruolo di un marinaio che convince il capitano a intraprendere la missione.
L'8 agosto 2013 iniziano nel Regno Unito le riprese del film.

## Distribuzione
Il film è stato distribuito nelle sale cinematografiche britanniche e irlandesi il 5 dicembre 2014. In Italia è stato presentato a dicembre 2014 al Courmayeur Noir in festival, dove ha vinto il Leone Nero al miglior film. Nelle sale italiane è uscito il 16 aprile 2015.

## Riconoscimenti
- 2014 - Courmayeur Noir in festival
  - Leone Nero al miglior film